# اوله کوسترومیتین
اوله کوسترومیتین (انگلیسی: Oleh Kostromitin؛ زادهٔ ۱۶ ژوئن ۱۹۷۲) اسکیت‌باز سرعت اهل اوکراین است.

## حرفه
وی همچنین یکی از اسکیت‌بازان سرعت در بازی‌های المپیک زمستانی ۱۹۹۴ و ۱۹۹۸ بوده‌است.